# Lumbres
Lumbres település Franciaországban, Pas-de-Calais megyében. Lakosainak száma 3577 fő (2022. január 1.). Lumbres Quelmes, Elnes, Acquin-Westbécourt, Affringues, Bayenghem-lès-Seninghem és Setques községekkel határos.

## Népesség
A település népességének változása:
| Lakosok száma | 3801 | 3743 | 3766 | 3626 | 3607 | 3601 | 3582 | 3575 | 3577 |
|               | 2013 | 2015 | 2016 | 2017 | 2018 | 2019 | 2020 | 2021 | 2022 |